# Territoire français des Afars et des Issas
1967–1977
Entités précédentes :
- Côte française des Somalis

Entités suivantes :
- Djibouti

Le territoire français des Afars et des Issas (TFAI) est le territoire français d'outre-mer ayant précédé l'actuelle république de Djibouti entre 1967 et son accès à l'indépendance en 1977.
Cette dénomination remplaçait l'appellation côte française des Somalis. Elle visait ainsi à supprimer toute référence à la Somalie voisine, qui avait une revendication irrédentiste sur le territoire, et à répondre à l'ancienne demande de l'ethnie afare, auparavant ignorée par la politique coloniale, qui cherchait à établir des tensions divisionnistes entre les Afars et les Somalis[réf. souhaitée]. Ainsi, elle comporte deux ethnonymes d'habitants du territoire : les Afars et les Issas (les Issas étant un clan somali du nord).
De façon anecdotique, le siège de sénateur du territoire des Afars et des Issas a subsisté jusqu'en 2003, (siège vacant), car aucune loi électorale n'avait pris en compte l'indépendance de Djibouti en 1977.

## Histoire
En 1958, le maintien de la souveraineté française sur le territoire est approuvé par référendum. Djibouti, comme les Comores, ne participe pas au mouvement des indépendances des autres colonies françaises d'Afrique en 1960. En juillet 1960, les anciennes Somalies italienne et britannique –  désormais indépendantes – fusionnent pour former la république de Somalie, qui revendique le territoire djiboutien pour créer la « Grande Somalie ».
En août 1966, à l'occasion du passage du général de Gaulle – alors président de la République française – qui y fait une halte en se rendant en Éthiopie puis à la conférence de Phnom Penh, une première manifestation indépendantiste est violemment réprimée. De nouvelles émeutes en septembre et octobre ne sont pas contenues malgré des expulsions massives et un « barrage » est mis en place autour de la ville.
En mars 1967, un nouveau référendum  truqué confirme le maintien de la souveraineté française avec 60 % des suffrages. De nouvelles émeutes sont fortement réprimées et de nombreux habitants sont à nouveau expulsés, emprisonnés ou tués. 
Le 14 juin 1967, un nouveau statut est promulgué : la « côte française des Somalis » devient le « territoire français des Afars et des Issas ». Les responsabilités sont réparties entre l'État, représenté par un haut-commissaire, et le territoire, dirigé par un chef du gouvernement, élu par l'Assemblée territoriale. Le titulaire est brièvement Mohamed Kamil Mohamed, puis à nouveau Ali Aref Bourhan.
Cependant, dix ans plus tard, le niveau de violence oblige à repenser la présence française, en particulier après que des terroristes indépendantistes ont tué deux petites filles lors de la prise d'otages d'un bus scolaire à Loyada. Ali Aref se retire en juillet 1976, remplacé par Abdallah Mohamed Kamil, et après un nouveau référendum, le territoire devient indépendant sous le nom de république de Djibouti le 27 juin 1977.